# Gnadochaeta pollinosa
Gnadochaeta pollinosa är en tvåvingeart som först beskrevs av Charles Howard Curran 1926.  Gnadochaeta pollinosa ingår i släktet Gnadochaeta och familjen parasitflugor.
Artens utbredningsområde är Jamaica. Inga underarter finns listade i Catalogue of Life.